# Zygodon parvulus
Zygodon parvulus är en bladmossart som beskrevs av Geheeb och Georg Ernst Ludwig Hampe 1879. Zygodon parvulus ingår i släktet ärgmossor, och familjen Orthotrichaceae. Inga underarter finns listade i Catalogue of Life.